# Ricardo Williams
Ricardo Williams, född 25 juni 1981 i Cincinnati, Ohio, är en amerikansk boxare.
Williams tog OS-silver i lätt welterviktsboxning 2000 i Sydney. Han förlorade i finalen mot Muhammadqodir Abdullayev med 20-27.